# Edward Yang
Edward Yang (chino: 楊德昌; pinyin: Yáng Déchāng; Shanghái, 6 de noviembre de 1947-Beverly Hills, 29 de junio de 2007) fue un cineasta taiwanés. Yang, junto con sus amigos realizadores: Hou Hsiao-hsien y Tsai Ming-liang, eran los principales exponentes de la Nueva Ola Taiwanesa y, en general, del Cine taiwanés. Ganó el Premio al Mejor Director en el Festival de Cannes por su película Yi Yi ("Un Un y un Dos") exhibida en el año 2000.

## Biografía

### Juventud y carrera temprana
Edward Yang nació en Shanghái en 1947, pero creció en Taipéi, Taiwán. Después de estudiar Ingeniería Eléctrica en la Universidad Nacional de Chiao Tung (localizado en Hsinchu, Taiwán), donde recibió su Grado Bachelor (BSEE), se matriculó en un programa de posgrado en la Universidad de Florida, donde obtuvo su Maestría en Ingeniería Eléctrica en 1974. Durante este tiempo y brevemente después, Yang trabajó en el Centro de Investigación Informática de la Universidad de Florida. Edward Yang desde niño tuvo un gran interés en filmar, pero puso fuera sus aspiraciones para perseguir una carrera en la industria de la alta tecnología.
Un breve acercamiento en la USC Film School después de finalizar su Maestría en Ciencias, convenció a Yang que el mundo del cine no era para él -  pensó que las metodologías de enseñanza de la escuela estaban orientadas a la corriente comercial e institucional. Yang entonces aplicó y fue aceptado en la Escuela de Arquitectura de Harvard (Harvard Graduate School of Design) pero decidió no asistir. Después,  fue a Seattle para trabajar en microordenadores y software de defensa.
Mientras trabajaba en Seattle, Yang se encontró con la película de Werner Herzog: Aguirre, la Ira de Dios (1972). Este acercamiento revivió la pasión de Yang por las película y le guio a conocer una gran gama de clásicos del cine mundial y europeo. Yang se encontraba inspirado, particularmente, por las películas de director italiano Michelangelo Antonioni (Antonioni fue una gran influencia en algunos de los trabajos más tardíos del director).
Por otro lado, el cineasta se casó con la cantante de pop y leyenda musical Tsai Chin en mayo de 1985. Se divorciaron en agosto de 1995, y posteriormente se casó con la pianista Kai-Li Peng (彭鎧立), con la que tuvo un a su hijo Sean.

### Muerte
Yang murió en 29 de junio de 2007, en su casa en Beverly Hills, a raíz de la complicación un cáncer de colon, afectación con la que luchó por siete años.

## Filmografía
- In Our Time (1982) - Segmento "Deseos"/" Expectativas"
- That Day, on the Beach (1983)
- Taipei Story  (1985)
- Terrorizers (1986)
- A Brighter Summer Day (1991)
- A Confucian Confusion (1994)
- Mahjong (1996)
- Yi Yi (2000)

## Premios y distinciones
Festival Internacional de Cine de Cannes
| Año  | Categoría      | Película | Resultado |
| ---- | -------------- | -------- | --------- |
| 2000 | Mejor Director | Yi Yi    | Ganador   |